# Bruno Kremer
Pour les articles homonymes, voir Kremer.
Bruno Kremer, né le 23 avril 1961, est un céiste français de descente.

## Carrière
Bruno Kremer est médaillé d'argent en C-1 classique par équipe avec Pascal Halko et Jean-Luc Bataille aux Championnats du monde de descente 1991 à Bovec.